# Biotodoma wavrini
Espèce
Biotodoma wavrini (anciennement Geophagus wavrini) est un poisson d'Amérique du sud. Il porte le nom de l'explorateur qui l'a découvert dans l'Orénoque, le marquis (Robert) de Wavrin, un explorateur belge.

## Référence
Gosse : Description de deux cichlides nouveaux de la region amazonienne. Bulletin de l'Institut Royal des Sciences Naturelles de Belgique 39-35 pp 2-3.